# Agustín Lara
Ángel Agustín María Carlos Fausto Mariano Alfonso del Sagrado Corazón de Jesús Lara y Aguirre del Pino, (Tlacotalpan, Veracruz, 30 de octubre de 1897-Ciudad de México, 6 de noviembre de 1970), conocido como Agustín Lara, fue un cantante,  compositor y actor mexicano. Dentro de la música, se especializó en el género de bolero. También se le conoció con los apodos de «El músico poeta» y «El flaco de oro».

## Biografía

### Infancia
No hay certezas sobre la fecha ni el lugar de nacimiento. El músico aseguraba haber nacido en Tlacotalpan, Veracruz, el 1 de octubre de 1900. Así figura en varias de sus biografías, y ese es el año grabado en su tumba ubicada en la Rotonda de las Personas Ilustres.
Sin embargo, el periodista Jaime Almeida aseguró, luego de una investigación realizada en 1970, que el compositor nació realmente en la Ciudad de México, el 30 de octubre de 1897, basándose en la fe de bautizo y el acta de nacimiento que encontró en el Registro Civil: «Lara nació en un lugar llamado El Callejón Puente del Cuervo número 16, que ahora corresponde a la segunda calle de República de Colombia, en el Centro Histórico, a unas calles del mercado Abelardo Rodríguez. De hecho aún está la casa donde vivía la familia Lara Aguirre.» Es decir, que Agustín Lara se quitaba tres años. Pero también es cierto que siendo muy pequeño la familia se mudó a Tlacotalpan, donde pasó su infancia.
Otros aceptan esta fecha, pero entienden que el lugar real del nacimiento no fue la Ciudad de México sino en Tlatlauquitepec, Puebla. La familia vivía allí, pero como el padre del futuro artista tenía que pasar examen de médico, se trasladaron a la capital de México y allí aprovechó la ocasión para inscribir a su hijo en el Registro Civil, trece días después de haber nacido, el 12 de noviembre de 1897. Según el autor, todas las personas que entrevistó en Tlatlauquitepec aseguran que Lara nació en ese lugar.
En el libro Mi novia la tristeza los autores aceptan la fecha y lugar del acta de nacimiento y se preguntan: «En una vecindad de esa calle vivía el doctor Joaquín M. Lara y su esposa María Aguirre, padres del compositor. El señor Lara le dijo al juez del Registro Civil, el licenciado Wenceslado Briceño, que su hijo había nacido en esa casa. Ni el padre de Agustín ni su madre ni los testigos Carlos María Padilla y Jacinto Lara tenía ninguna necesidad de mentir acerca de este hecho. Si Agustín había nacido en Tlacotalpan sólo trece días antes de levantada su acta, como tanto aseguraba, ¿por qué sus padres no lo asentaron así en este documento?»
Su padre, Joaquín Mario Lara, fue originario de un pequeño pueblo de la sierra norte de Puebla llamado Tlatlauquitepec y su madre, María Aguirre y del Pino, originaria de Tlalnepantla de Baz, estado de México. En 1906 su familia se trasladó a la Ciudad de México. Su padre abandonó a la familia. Agustín vivió con una tía de nombre Refugio, lugar en donde conoció el armonio, tomó clases de música y a los 7 años ya demostraba una notable habilidad para tocar el piano. Estudió en el Liceo Fournier, pero tuvo que abandonar sus estudios para sustentar su hogar. Desde los 12 años trabajó como pianista en clubes nocturnos, diciendo a su madre que realizaba turnos telegráficos nocturnos. Ingresó al Colegio Militar y en 1917 se unió al movimiento revolucionario. En una entrevista Agustín Lara comentó lo siguiente: «Fui a la Revolución, llegué a capitán segundo, tengo dos heridas en las piernas. Yo fui en el estado mayor del general Samuel Fernández que fue íntimo amigo del general Villa, fui uno de sus consentidos por chamaco, me decían «el grillo».
Siempre fui flaco, siempre, pero yo creo que de chiquito era más (...), yo entré como soldado cuando tenía 15 años, a la División del Norte, repartí el impulso juvenil en lo que yo adiviné una palabra que se llamaba, libertad, y además de los azotes de mi padre que ya, ya no me permitía vivir en casa».

### Carrera

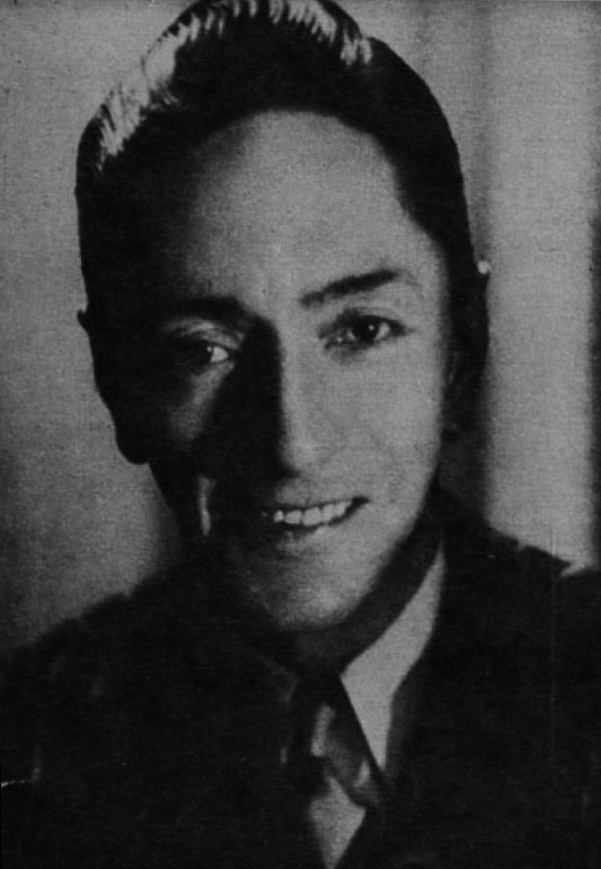
Agustín Lara en 1941.

La primera canción que registró a su nombre fue La prisionera, la cual compuso en 1926. En septiembre de 1930 inició su carrera de éxitos rotundos en la radio, mediante el programa llamado La hora íntima de Agustín Lara. Al tiempo actuaba y componía canciones para diversas películas, entre ellas Santa (1931), inspirada en la novela de Federico Gamboa. Poco tiempo después participó en la radio con el programa La Hora Azul en la radiodifusora XEW, compartiendo con intérpretes como Toña la Negra y Pedro Vargas, dirigiendo también a la Orquesta El Son Marabú. Durante 1932 se presentó en el teatro Politeama de la Ciudad de México. En 1933 afrontó el fracaso de su primera gira en Cuba, debido al cambiante clima político que imperaba en la isla. Hizo diversas giras por América del Sur y nuevas composiciones aumentarían su fama como Solamente una vez (compuesta en Buenos Aires y dedicada a José Mojica), Veracruz, Guitarra guajira/Palmera, Tropicana, Pecadora, entre otras.
En 1953 recibió un homenaje por parte del presidente Adolfo Ruiz Cortines en el Palacio de Bellas Artes. En España su figura era muy conocida a comienzos de la década de 1940, incluso recibió diversos honores y condecoraciones en todo el mundo, como la que recibiría de manos del dictador español Francisco Franco, quien en 1965 le obsequió una casa en Granada (España), gracias a las canciones dedicadas a diversas ciudades como Toledo, Granada, Sevilla, Valencia, Madrid, Murcia entre otras. Lo sorprendente es que Agustín Lara no conocía España cuando compuso estas canciones.
Con el tiempo, en el año 1997 la canción «Granada» terminó convirtiéndose en el himno oficial de esta ciudad, por acuerdo unánime de su Ayuntamiento, en versión adaptada por el profesor Luis Megías Castilla.

## Vida personal
Fue aficionado taurino. Conoció al torero español Manuel Rodríguez «Manolete» cuando inauguró la Plaza de Toros México, a Manuel Benítez «El Cordobés» quien le brindó una faena, y al torero mexicano Silverio Pérez a quien le compuso un pasodoble. También cabe destacar que en la Monumental Plaza de Toros de la Ciudad de México existe en la actualidad la «barra Agustín Lara», en la cual se encuentra una escultura idéntica a la que hay en la Rotonda de las personas ilustres, solo que aquí en lugar de la inscripción «Mis pobres manos alas quebradas» (extracto de la letra de su canción «Pobre de mí»), tiene la frase: «No cambio por un trono mi barrera de sol» (extracto del pasodoble que le compuso a Silverio Pérez).

### Cicatriz
Una de las características físicas más notables y distintivas de Agustín Lara fue una profunda cicatriz que recorría la parte inferior de su mejilla izquierda, sobre la cual se hicieron diversas historias acerca de su origen.
Durante la década de 1920 trabajó como pianista en bares, cafés y salas de cine mudo. Por entonces, compuso la canción Marucha, escrita en honor a uno de sus primeros amores. Esta canción terminó causándole dificultades a ella, llegando en una ocasión a tener una pelea con otra mujer. En 1927, Lara ya estaba trabajando en cabarets. Ese año, una corista llamada Estrella lo atacó con una botella rota; como resultado, Agustín Lara quedó marcado con dicha cicatriz en su cara.
Se trasladó temporalmente a Puebla hasta 1929, debido a los acontecimientos de la Guerra Cristera. Él mismo narró, a través de la radio, las circunstancias en las que conoció al padre Miguel Agustín Pro Juárez: en la comandancia de policía, presenció su fusilamiento, el cual se ejecutó sin juicio alguno ni desahogo de pruebas, sin embargo, no fue hasta 1929 que empezó a trabajar para el tenor Juan Arvizu, quien lo descubrió y dio a conocer sus composiciones.

### Polémicas
En 1937 fue acusado por fraude y plagio por Luis Moreno y Music Publishing Co. por intentar registrar ante el Departamento de Registro de la Propiedad Literaria la canción Quisiera Decirte.
Además, en su vals María Bonita, usó partes de la pieza «El Remero» de Chucho Monge, lo que le valió perder la amistad con el compositor Chucho Monge.
Cuenta Agustín Lara en una entrevista para Álvaro Gálvez y Fuentes (1954) que «Aventurera» le valió un Jurado de Honor, provocado por decir «Vende caro tu amor, aventurera», esto originado porque no era bien visto hacer una canción a una mujer de la vida galante.
Otra polémica que hubo en su carrera fue con la canción «Palabras de mujer» que estrenó Fernando Fernández en discos RCA Victor, por decir «Aunque no quieras tú, ni quiera Dios, lo quiero yo», lo que trajo consecuencias morales para Agustín Lara por lo que decidió cambiar la letra a: «aunque no quieras tú, ni quiera yo, lo quiere Dios», versión que reestrenó Pedro Vargas para el mismo sello.

### Relaciones y matrimonios
Fue célebre por sus amores con diversas mujeres como Esther Rivas Elorriaga en 1917, Angelina Bruscheta Carral en 1928, Clarita Martínez en 1949, Yolanda Santacruz Gasca «YiYi» en 1953, Rocío Durán en 1964. Pero lo más relevante de su vida amorosa, fue el matrimonio con María Félix celebrado en 1945. Para ella compuso varias canciones como María bonita y Aquel amor, entre otras. Su casa de Las Lomas fue centro de tertulias para artistas y escritores que solían reunirse a menudo, y más en tiempos de María Félix. En el cine actuó en películas como Novillero (1936) y Coqueta perdida (1949).

## Muerte
A partir de 1968 inicia una rápida decadencia que lo llevaría hasta el final de su vida, incluso tuvo una caída en su casa, accidente que le causó la fractura de la pelvis, lo que agravó su salud dada su edad avanzada. Entró en coma el 3 de noviembre de 1970 por derrame cerebral, murió el 6 de noviembre de 1970 y por orden presidencial de Gustavo Díaz Ordaz fue sepultado en la Rotonda de las Personas Ilustres del Panteón de Dolores en la Ciudad de México.

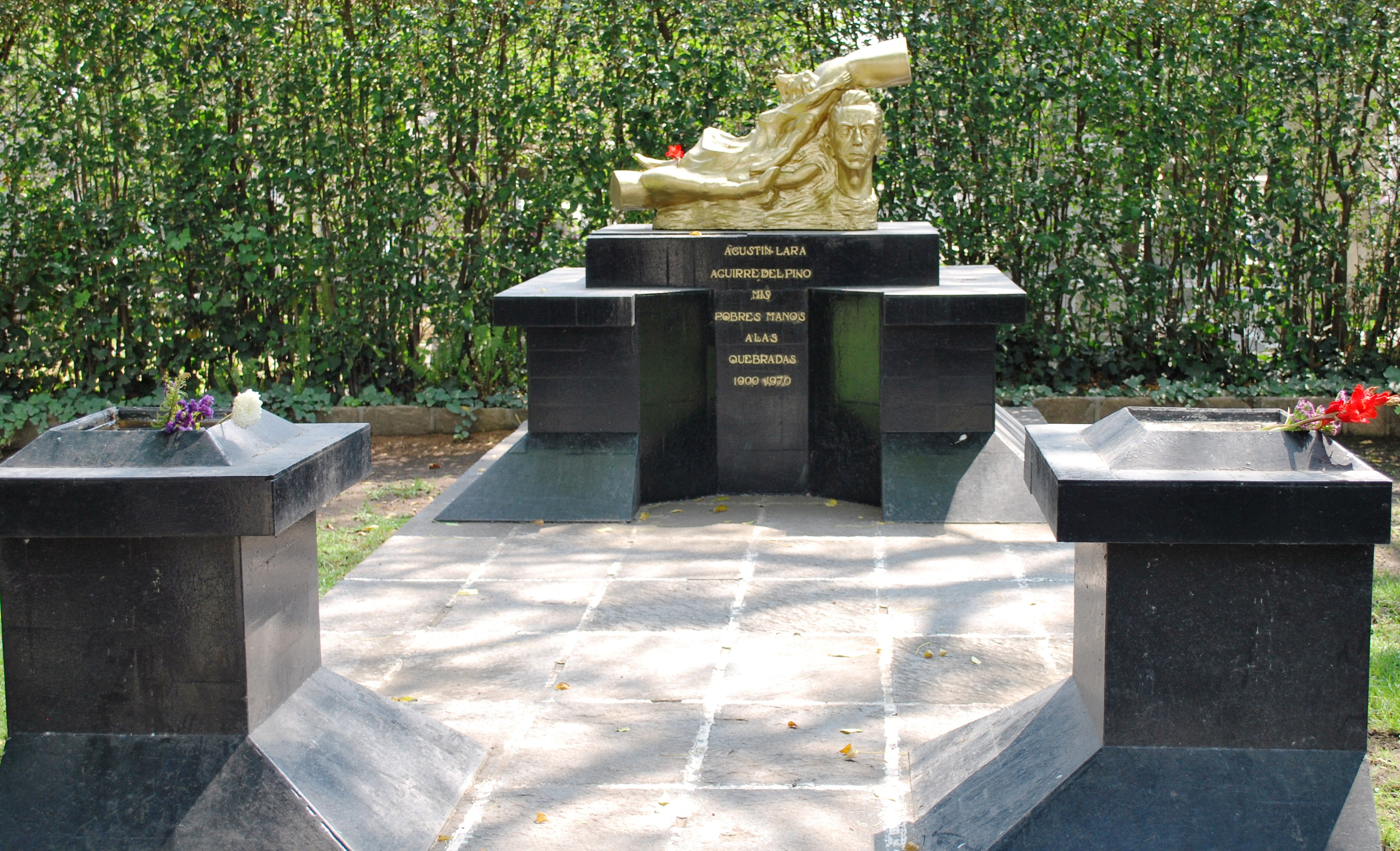
Sepulcro de Agustín Lara en la Rotonda de las Personas Ilustres (México).

## Legado
- En 1985 Ángeles Mastretta publicó su libro Arráncame la vida, título inspirado por la famosa canción del Flaco de Oro.
- En el año 1999, Joaquín Sabina publica en su álbum 19 días y 500 noches la canción 'De purísima y oro', que, según la propia descripción de Sabina, coautor junto a A. Oliver, «homenajea al Madrid de Agustín Lara».
- En el año 2003, en Buenos Aires, se estrena Loca por Lara, espectáculo musical de Kado Kostzer y Sergio García Ramírez, que reúne, en una historia de ficción, las canciones más representativas del genial compositor.
- Solamente una vez : toda la pasión y melancolía en la vida de Agustín Lara es una biografía novelada de Lara escrita por Francisco Haghenbeck y publicada en 2007.[14]
- En 2008 se estrena la película Arráncame la vida, dirigida por Roberto Snider, la cual se basa en la novela escrita por Mastretta.
- En 2017, Natalia Lafourcade en su proyecto «Musas (Un homenaje al folclore latinoamericano en Mano de Los Macorinos , vol. 1)», incluye la canción «Te vi al pasar» de este autor.[15]

- En 2018, durante la celebración de Sant Jordi llevada a cabo por los estudiantes de catalán, de la Escuela Nacional de Lenguas Lingüística y Traducción de la Universidad Nacional Autónoma de México, el 26 de abril, Adam Romero interpretó «Amor dels meus amors» la traducción al catalán de «Amor de mis amores» del maestro Agustín Lara.[16]

## Filmografía
- Revista Musical (1934) [cortometraje]
- Novillero (1936) [cortometraje]
- Pecadora (1947)
- Señora tentación (1947)
- Revancha (1948)
- Coqueta (1949)
- Perdida (1950)
- Mujeres en mi vida (1949)
- La mujer que yo ame (1950)
- Mi campeón (1951)
- Mujeres sacrificadas (El recuerdo del otro)  (1952)
- Por qué ya no me quieres (1953)
- Cantando nace el amor (1953)
- La faraona (1955)
- La virtud desnuda (1955)
- Los Tres Amores de Lola (1956)
- Los Chiflados del Rock´n Roll (1956) con Pedro Vargas
- Teatro del crimen (1956)
- Los tres bohemios (1956)
- Mis padres se divorcian /Bodas de plata (1957)
- Bolero inmortal (1958)
- La vida de Agustín Lara (1958)
- Mujer en condominio (1958)
- Música de siempre (1958)

## Reconocimientos
- En la ciudad de Veracruz hay una estatua[17] obra del escultor Humberto Peraza que se encuentra en la Casa Museo Agustín Lara, espacio cultural perteneciente a la Secretaría de Cultura de Veracruz.
- Monumento dedicado a Agustín Lara, ubicada en la plaza de Arturo Barea (antes plaza de Agustín Lara) en Madrid. Estatua realizada por el escultor mexicano Humberto Peraza.